# Voorhoofdsbeen

1 voorhoofdsbeen
2 wandbeen
3 neusbeen
4 zeefbeen
5 traanbeen
6 wiggenbeen
7 achterhoofdsbeen
8 slaapbeen
9 jukbeen
10 bovenkaaksbeen
11 mandibula of onderkaak

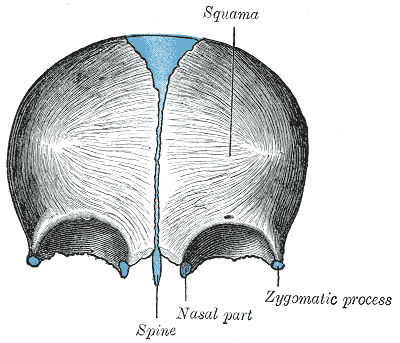
Het ontwikkeldende bot bij kinderen met botnaden en fontanel.

Het voorhoofdsbeen of os frontale is het gebeente dat in de menselijke schedel de voorkant van het hoofd vormt. Ook vormt het een deel van het schedeldak. Het hartschelpvormige gebeente bevindt zich ter hoogte van het voorhoofd.

## Vorm van het bot
Het bot bestaat uit twee gedeelten:
- Een verticaal gedeelte, de squama frontalis genaamd, dat de voorhoofdskwabben beschermt. Dit is vrij dik en bestaat uit compact en spongieus bot.
- Een horizontaal gedeelte bij de oogkassen, de pars orbitalis genaamd, dat de bovenkant van de oogholte en neusholte vormt. Net boven beide oogkassen is het bot dikker, dit zijn de wenkbrauwbogen. Aan de onderkant is boven elke oogkas is een inkeping waar zenuwen (nervus supraorbitalis) en bloedvaten (arteria en vena supraorbitalis) de oogkas ingaan; het foramen supraorbitale. Tussen deze bogen ligt een gebied, waar zich doorgaans geen gepigmenteerd haar bevindt, dat de glabella heet. In het midden onderaan heeft het bot een inkeping in de vorm van een omgekeerde letter V, waaronder de neus zich bevindt.

De squama is dikker dan het oogkasgedeelte, dat dun, doorschijnend is en bestaat uit compact bot. Linksboven en rechtsboven de neus bevinden zich bij een overgroot deel van de mensen twee met lucht gevulde holten in het bot, die zijn bekleed met slijmvlies. Aan de binnenkant heeft het bot een uitsteeksel, de crista frontalis, bij de fissura longitudinalis van de hersenen. Dit uitsteeksel beschermt de sinus sagittalis superior, een van de holtes waar hersenvocht kan eindigen voordat het de bloedcirculatie instroomt.

## Gewrichten van het voorhoofdsbeen
Het voorhoofdsbeen is met continue verbindingen verbonden met de elf botten: de twee wandbeenderen (deze verbindingen heten de kroonnaden), jukbeenderen, neusbeenderen (het gewrichtspunt van de drie botten heet het nasion) en traanbeenderen en het bovenkaakbeen, wiggenbeen en zeefbeen.

## Bloedtoevoer, zenuwinnervatie en spierenaanhechtingen
Het bot en de spieren die hier overheen liggen worden van bloed voorzien van een zijtak aan beide kanten van het hoofd van de arteriae temporales superficiales, die van het oor boven het oog langs lopen. Bloed wordt afgevoerd door de vena supratrochlearis en vena supraorbitalis. Sensorische informatie wordt gestuurd naar en motorische informatie voor de spieren komt uit de hersenstam via de nervus temporalis. Over het bot loopt de musculus frontalis, dit is de spier die de wenkbrauwen omhoog trekken. Ook loopt hier de musculus occipitofrontalis, die de hoofdhuid kan bewegen en voor fronsen zorgt. Verder zit de neusspier vast aan de glabella. De voorkant van de slaapspier is aan de zijkant van het bot vastgemaakt. Aan de bovenkant van de oogkas zijn de bovenooglidheffer en het orbitale deel van de circulaire oogspier aangehecht, die respectievelijk het bovenste ooglid opentrekt en het oog sluiten.

## Ontwikkeling
In de tweede maand na bevruchting ontstaan twee plaatsen boven de oogkassen die bot vormen. Deze twee plaatsen worden door de voorste botnaad bestaande uit kraakbeen van elkaar gescheiden. Onder andere door deze verbinding geeft schedel bij de geboorte mee. Na de geboorte maakt deze verbinding het mogelijk dat de hersenen in volume toenemen. Rond het achtste levensjaar groeit de voorste botnaad dicht met botweefsel. Tussen het voorhoofdsbeen en de aangrenzende botten bevinden zich bij de geboorte kraakbeenplaten: de fontanellen. Ook deze verbenen gedurende de kindertijd. De voorhoofdsholten in het voorhoofdsbeen ontstaan in de periode rond de eerste verjaardag.

## Verschillen tussen de mens en andere gewervelden
Bij andere gewervelden bestaat het bot, dat bij mensen ongepaard is, uit twee delen. Reptielen, amfibieën en beenvisachtigen hebben bovendien vaak botten die de mens ontbreken tussen de voorhoofdsbeenderen en de oogkassen.